# Nakajima Ki-44
Nakajima Ki-44 Shoki (japanska: 鍾馗) var ett japanskt enmotorigt jaktplan som användes under andra världskriget. Planet utvecklades av Nakajima Hikoki KK för den Kejserliga japanska arméns luftkår och användes mellan 1942 och 1945. Dess allierade rapporteringsnamn var Tojo. Ki-44 var ett enmotorigt lågvingat helmetallplan med pålagrad ensitsig förarkabin, driven av en Nakajima 14-cylinders stjärnmotor. Beväpningen bestod av fyra fast monterade vapen i olika kalibrar, två placerade ovanpå motorn och sedan en i vardera vinge. 
Vid tiden när planet introducerades hade planet den bästa stigförmågan i japans arsenal och kom därför att sättas in mot amerikanska B-29 bombplan. Ki-44 utvecklades parallellt med sin föregångare, Ki-43, som jämförelsevis var ett mycket lättare och mer manöverbart jaktplan än Ki-44.
Produktionen avslutades 1944 till förmån för Nakajima Ki-84, och vid den tidpunkten hade 1 225 exemplar hunnit byggas. Idag finns inget av dessa kvar.

## Utveckling
1938 började Toro Koyama, chefsdesigner på Nakajima Hikoki KK utveckla ett nytt jaktplan för den Kejserliga japanska arméns luftkår, efter att denne hade satt upp en serie krav på ett nytt jaktplan:
- Maxhastighet minst 600 km/h
- Stigförmåga att nå 4 000 meter på max 5 minuter

Ki-44 och Ki-43 utvecklades parallellt, tanken var att japanska arméns luftkår skulle använda det lätta och manöverbara Ki-43 mot fiendens jaktplan, medan Ki-44 skulle användas mot högt flygande bombplan. Fokus skulle vara stigförmåga och hastighet, detta bröt mönstret mot den japanska standarden vid denna tid, där fokus istället låg på lätta manöverbara jaktplan. Nakajima valde deras egna Nakajima Ha-41, en 14-cylindrig luftkyld stjärnmotor, som från början var utvecklad för att monteras i bombplan, vilket ledde till vissa svårigheter med att montera motorn på en mycket mindre flygkropp. Motorn hade en slagvolym på 37,5 liter, en oerhört stor motor i förhållande till storleken på Ki-44. Jämförelsevis hade Nakajima Sakae-motorn som användes i bl.a. A6M Zero och Ki-43 en slagvolym på 27,9 liter. 
1940 stod första prototypen av Ki-44 klar, därefter följde en serie av tre prototyper med diverse modifikationer och justeringar. Den tredje prototypen nådde hastigheten 627 km/h på 4 000 meters höjd (dock utan beväpning).
Jämfört med andra japanska jaktplan hade Ki-44 hög vingbelastning på 184 kg/m², detta på grund av de mindre vingarna, som i sig var ett resultat av kraven som ställts på planet från början. Exempelvis hade Ki-43 en vingbelastning på 121 kg/m², och A6M Zero 107,4 kg/m², den högre vingbelastningen hos Ki-44 gav den en högre landningshastighet samt gjorde planet svårare att hantera, varför Ki-44 till en början endast fick flygas av piloter med minst 1000 flygtimmar. 
En serie flygtester anordnades av Kawasaki där deras Ki-61 jämfördes med Ki-43-I, Ki-44, en importerad Bf 109 E-7, en beslagtagen P-40E Warhawk samt en LaGG-3 (ankommen till Japan genom en sovjetisk avhoppare). Även om Ki-61 ansågs vara vinnaren i dessa tester, så var omdömet kring Ki-44 att det var ett lovande jaktplan, och hade flera fördelar gentemot sina konkurrenter, däribland imponerande stigförmåga. Dessa tester gjordes med den första varianten av Ki-44, kallad Ki-44-I, som var utrustad med tidigare nämnda Ha-41-motorn, med en effekt på 1 250 hk. Detta jämfört med det senare 1 519 hk när Ki-44-II introducerades, med den kraftfullare Nakajima Ha-109-motorn. Dessutom led Ki-61 av flera tekniska problem och var fortfarande i utvecklingsfasen.
40 förserieplan hade färdigställts och satts i tjänst på prov när ett av dessa fick sin första luftseger i januari 1942, kort därefter sattes Ki-44 i serieproduktion. 

## Användning
Efter lyckad tjänstgöring hos provenheter antogs Ki-44 i japanska arméns luftkår och växte snart i antal. Ki-44 gavs namnet Shoki (鍾馗), efter en demon som sades skydda japanska fastlandet mot onda makter. De japanska piloterna, som var vana vid jaktplan med större manöverförmåga, ogillade till en början Ki-44, men efter att ha hunnit vänja sig vid det nya jaktplanet ökade dess popularitet. Ki-44 togs i tjänst under namnet Arméns Ensitsiga Jaktplan Typ 2 (二式単座戦闘機). Redan sommaren 1942 uppgraderades Ki-44 till den nya varianten med den kraftigare Ha-109-motorn på 1 519 hk, vilket ökade dess prestanda markant. 
Över Kina fick Ki-44 till en början möta Curtiss P-40 och Lockheed P-38, resultaten mot dessa var goda, och det japanska jaktplanet hade förmåga att utmanövrera båda. Först när P-51 Mustang sattes in fick Ki-44 svårt att hävda sig. Under sena 1944 mötte Ki-44 det amerikanska bombplanet B-29 för första gången, och resultaten kunde inte anses goda. B-29 flög runt den maximala flyghöjden för Ki-44, och när det japanska planet hade tagit sig till denna höjd hade de svårt att komma ikapp B-29 som oftast flög i en hög hastighet. Om även detta hinder överkoms, så möttes Ki-44 piloterna av en massiv defensiv eld från de amerikanska bombplanen, varför Ki-44 led svåra förluster mot dessa bombplan. 

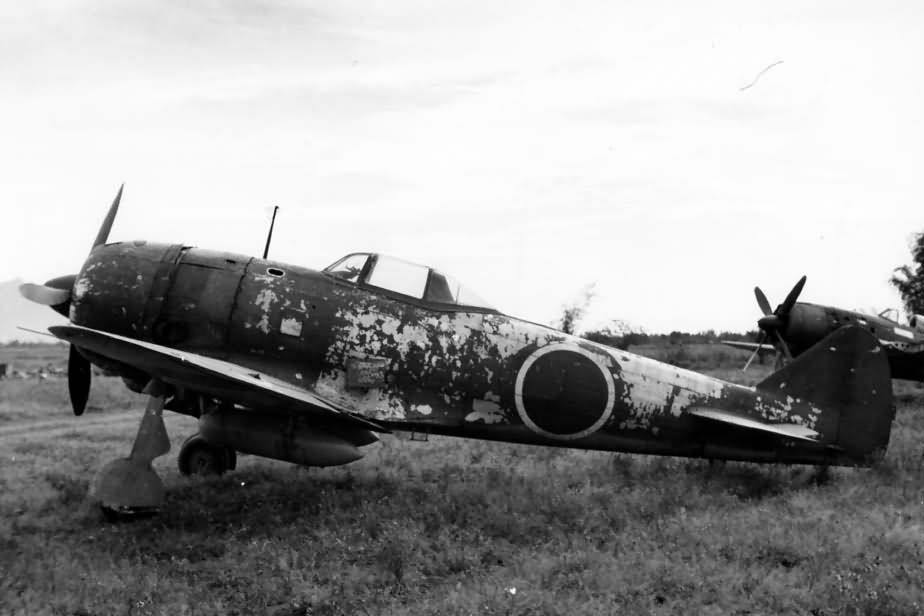
Ki-44-II

Trots detta var Ki-44 bland de bästa japanerna hade mot B-29, och de fortsatte därför att användas i denna roll. En ny variant av Ki-44-II, togs fram specifikt för att ta sig an amerikanska bombflygplan, Ki-44-II Otsu. Denna variant bytte ut de vingmonterade 12,7 mm Ho-103 mot de stora Ho-301-kanonerna med den massiva kalibern 40 mm. Denna kanon hade dock mycket låg mynningshastighet, begränsad mängd ammunition (endast 10 patroner per kanon), och räckvidden uppskattades till maximalt 150 meter. 
Allt eftersom bombanfallen mot Japans fastland intensifierades började de japanska piloterna använda allt mer desperata metoder som kulminerade i försök att ramma de amerikanska bombplanen. Från och med november 1944 började japanska piloter avsiktligt kollidera med de amerikanska bombplanen som en sista desperat åtgärd. Detta visade sig dock vara en svår taktik att applicera i praktiken på den höga höjd där bombplanen befann sig. Vid krigsslutet fanns det åtminstone en formellt bildad självmordsskvadron i det 47:e luftregementet (Hikosentai). 
Relativt kort tid efter introduktionen av Ki-44 hade krigslyckan vänt för Japan. Bombanfall och offensiva operationer från de allierades sida försvårade snabbt japans logistiska situation, och ganska snart rådde det brist på nästan samtliga strategiskt viktiga ämnen så som bränsle och metaller. Detta ledde i sin tur till att många Ki-44 blev stående på marken i brist på bränsle, reservdelar och ammunition. Flertalet av de 1 225 färdigställda Ki-44 förstördes därför inte i luftstrider, utan stående på marken i anslutning till flygfält. 
Vid krigsslutet hade Ki-44 börjat ersättas av Nakajima Ki-84, som ansågs överlägsen ur alla aspekter. Ki-44 var i tjänst fram till krigsslutet 1945. 

Förutom Japanska imperiet användes Ki-44 av Manchukuo samt båda sidorna i det kinesiska inbördeskriget.

## Varianter

### Ki-44
De första prototyperna samt förseriemodellerna
- Ki-44 (4401) - Första prototypen. Utrustad med ett komplicerat kylningssystem för Ha-41-motorn.
- Ki-44 - Förseriemodellerna som levererades var de första att testas i strid. Beväpningen bestod av två stycken 7,7 mm typ 89 kulsprutor i nosen samt två 12,7 mm Ho-103 tunga kulsprutor i vingarna.

### Ki-44-I
- Ki-44-I (一型) - Första varianten att serieproduceras. Ny oljekylare till Ha-41-motorn som gav en effekt på 1 250 hk. Max hastighet mättes up till 580 km/h.

### Ki-44-II
Motor bytt till Ha-109 med 1 519 hk.
- Ki-44-II Kō (一型甲) - Ny oljekylare. Maxhastighet 605 km/h. Beväpningen bestod fortfarande av två stycken 7,7 mm typ 89 kulsprutor i nosen samt två 12,7 mm tunga kulsprutor i vingarna.
- Ki-44-II Otsu (二型乙) - Kulsprutorna i nosen utbytta mot 12,7 mm Ho-103 tksp. Beväpningen i vingarna två stycken 40 mm Ho-301 automatkanoner, dessa byttes dock ofta ut mot 12,7 mm Ho-103 på grund av otillräckliga resultat från Ho-301 akan.
- Ki-44-II Hei (一型丙) - Beväpningen bestående av fyra stycken 12,7 mm tksp standardiserad. Nytt sikte.

### Ki-44-III
- Ki-44-III (三型) - Motorn utbytt mot Ha-145 18-cylindrig stjärnmotor på 2 000 hk. Endast en prototyp byggd.
- Ki-44-III Kō (三型甲) - Föreslagen version med beväpningen uppgraderad till fyra stycken 20 mm Ho-5 akan.
- Ki-44-III Otsu (三型乙) - Föreslagen version med de två 20 mm Ho-5 akan i vingarna utbytta mot två 37 mm Ho-203 akan.